# Ponikva
Ponikva je urbanizirano gručasto naselje sredi Voglajnskega gričevja v Občini Šentjur.
Slovenski škof, pesnik in pisatelj, blaženi Anton Martin Slomšek je bil rojen v bližnjem zaselku Slom, ki spada pod vas Uniše.

## Geografija

### Lega
Naselje leži na odprtem, večinoma zakrasnelem slemenu, vzhodno nad železniško progo, speljano po dolini potoka Slomščice. Železniško postajo Ponikva so odprli leta 1845. S Ponikve se odpira razgled na gričevnato pokrajino med Resevno (650m), Konjiško goro (Stolpnik, 1012 m) in Bočem (979 m). Naselje je središče okoliške kmetijske pokrajine s prevlado živinoreje in sadjarstva.

## Zgodovina

### Prazgodovina, rimsko obdobje
O poselitvi območja današnje Ponikve že v mlajši kameni dobi - neolitiku, dokazuje najdba kamnite sekire v Slatini, ki jo hrani Pokrajinski muzej v Celju. Odkrili so tudi rimske predmete in grobove.

### Srednji vek
Ponikva spada med najstarejše poseljene kraje na slovenskem Štajerskem, naselje se prvič omenja leta 1203. Ponikovski gospodje se omenjajo v 13. stoletju. Stara cerkev sv. Martina se kot župnijska omenja že leta 1236, kot sedež pražupnije, prav tako posvečena svetemu Martinu. Župnija Ponikva je nekdaj obsegala območje sedanje šmarske dekanije. Ponikva je sprva spadala pod Oglejski patriarhat, od leta 1494 pa pod kolegialni kapitelj v Novem Mestu. Leta 1787 je župnija pripadla Lavantinski škofiji. Sedanja mogočna cerkvena stavba je iz prve polovice 18. stol.
Skozi ves srednji vek so naselja in zaselki celjskega območja doživljali mnoge naravne nesreče, bolezni, pustošenja ter poplave, tudi naravne ujme, kot so kobilice. V letih 1644-46 je razsajala kuga. Od nje in od rdeče griže je umrlo 152 ljudi, od osepnic pa 43. Danes so ohranjena kužna znamenja v Srževici in Ponkvici. Ponikva je dvakrat pogorela 1768 in 1782. Začel je goreti leseni farovž in tako je zgorela dragocena dokumentacija o zgodovini cerkve. Pri požaru je zgorela vsa vas, razen dveh hiš na koncu vasi.

#### Turški vpadi
Preko Ponikve so trikrat divjali Turki. Leta 1473 so se Turki, vračajoči s Koroške, razdelili pri Slovenj Gradcu v dve skupini in ena je šla preko Slovenskih Konjic in tudi Ponikve. Obe skupini sta prenočili pod Rifnikom. Ponovno so šli preko Ponikve v letih 1492 in 1529. V časih turške nevarnosti so župnijsko cerkev obdali z dvofaznim taborskim obzidjem in s štirimi vogalnimi stolpi.  Obzidje so (polovično) odstranili šele sredi 19. stol. Ostanki zida so na vzhodni strani cerkve še vidni.

### Graščina Ponikva
Prvotni lastniki graščine so bili gospodje s Ponikve, omenjeni že (1197–1213). Že takrat je bila graščina središče večjega gospodarstva. Pozneje so se posestniki menjavali. Leta 1493 je pripadla graščina v last celjskim grofom. Služil jim je za lovski dvorec. Po izumrtju Celjskih, postane graščina last Habsburžanov, ki so imeli tu do 1585 svoj deželnoknežji urad. Leta 1635 so graščino, ki je bila obdana z obzidjem in jarkom, razdejali uporni kmetje. Leta 1836 postane upravnik graščine polkovnik Viktor pl. Guggenthall, ki je začel razprodajati zemljo. Graščini je dozidal še eno nadstropje, zgradil na desni strani sodnijo z zapori. Njegov sin Aleksander je graščino leta 1876 prodal in se preselil v novozgrajeno sodnijo, ki jo je imenoval vila Rosenau. Zadnja lastnica graščine Ana Ernestina Auffarth je umrla leta 1944. Graščina je leta 1947 pogorela. Vilo Rosenau je kupil gostilničar Štefan Gobec in v njej danes živijo njegovi potomci.

### Konec 19. stoletja
Politično in upravno je bila Ponikva po odpravi podložništva z zakonom iz leta 1862 krajna občina. Imela je svojega župana, dva svetovalca in šestnajst odbornikov, razdeljene na tri volilne razrede. Vsak razred je volil po šest mož in namestnike. Do leta 1848 so bili po davčnih okolicah krajni sodniki, ki so pomagali gospodi v gradu in na Blagovni. Morali so gledati, da so ceste popravljali, skrbeli so za red in varnost. Pomagali so loviti za vojaščino godne mladeniče, ki so se skrivali pred naborom. Predlagali so mladeniče za odkup vojaščine. Dvakrat tedensko so delali obhode. Sodnija je bila tudi v Šmarju, vrhovna oblast pa okrajno glavarstvo v Celju. Na vasi je bila orožna postaja s štrasmojstrom in dvema orožnikoma. Postaja je bila od leta 1880 naprej. Občina je morala iz davkov vzdrževati šolo, cerkev, farovž. Sedež občine je bil v graščini.
Leta 1900 je štela občina 2690 prebivalcev, 630 gospodinjstev, 19 vasi. Zanimiva je sestava takratnjega prebivalstva: 2582 kmetov, 2 duhovnika, 4 učitelji, 1 tajnik občine, 1 poštna upraviteljica, 3 orožniki, 1 sluga, 14 čuvajev, 6 zidarjev, 3 tesarji, 5 mežnarjev, 4 kovači in 10 šivilj.

### Od 20. stoletja do danes
Med obema vojnama je bila Ponikva sedež istoimenske občine. Poleti 1936 je bila na Ponikvi ustanovljena okrajna celica KP.  Avgusta 1941 pa še odbor OF, na katerem so bili prisotni: Peter Hlastec, Andrej Selan, Jože Anderlič, Ivan Rečnik, Ludvik Korže, Jože Kincl, Maks Rižner in Marija Rižner, roj. Moljk. Ustanovljena je bila v (nekdanji) Rižnerjevi hiši, na kateri table ni več, saj so jo prvotno hišo porušili in zgradili novo. 
4. maja 1952 so na Ponikvi odkrili spominska ploščo NOB. Spomenik se nahaja pod cesto Šentvid pri Grobelnem-Ponikva-Slom. Na njem je 34 imen žrtev, ki so padli zaradi nacizma in fašizma. 
Po 2. svetovni vojni so najprej formirani KLO Ponikva, Hotunje in Dolga gora. Nato se je KLO Dolga gora razformiral in priključil delno k Ponikvi, delno pa k Ločam in Sladki Gori. Leta 1955 je bila občina razformirana, danes je Ponikva ena izmed 10 krajevnih skupnosti občine Šentjur. Teritorij meri 33,1 km2, ima pet vaških skupnosti in 16 vasi, ter šteje 2370 prebivalcev.
V samostojni Republiki Sloveniji so postavili granitni protitankovski tetraeder, ki je namenjen obeležitvi osamosvojitve. Leta 1998 so ob cesti proti cerkvi sv. Ožbolta zgradili kapelico.

## Gospodarstvo
Večina prebivalcev je danes zaposlena v industriji, prometu ter storitvenih dejavnostih v Šentjurju in Celju, nekateri tudi na železnici. V okolici je razvito kmetijstvo, zlasti živinoreja in sadjarstvo, v manjši meri tudi vinogradništvo. 
V prvi polovici 20. stol. so se prebivalci kraja preživljali s poljedelstvom, živinorejo, sadjarstvom, čebelarstvom ali z izkoriščanje gozda. Nekateri pa so prodajali krmo, perutnino, jajca in sir.

## Šolstvo
Začetek šolanja na Ponikvi sega v leto 1786. Šola je bila enorazrednica – trivialka. V trivialki je bilo v začetku 35 – 40 otrok. Učitelji so bili plačani delno v naturalijah, čisti dohodki so znašali 150 gld. Pouk je potekal v kaplaniji. Učitelji so morali opravljati še delo organista.
Vzporedno z redno državno šolo v nemškem jeziku je uspešno delovala Nedeljska šola v slovenskem jeziku, ki jo je ustanovil in vodil kaplan Jakob Prašnikar. Učenci so se najprej učili branja in pisanja v slovenskem jeziku, šele nato so jih poučevali tudi nemščine. Bila je brezplačna in je delovala ob nedeljah in praznikih, obiskovali pa so jo lahko tudi starejši, ki še niso znali pisati in brati. Nedeljsko šolo je obiskoval tudi Anton Martin Slomšek, ki se je izkazal za zelo marljivega učenca.
V letu 1811 so se lotili gradnje prve šolske stavbe na Ponikvi. Pouk v njej se je pričel 27. februarja 1812. Za nadzornika je bil imenovan Jakob Prašnikar, učitelj pa je postal Janez Nepomuk Zweck iz Slovenskih Konjic. Med leti 1812 in 1814 je trivialko v novi šolski stavbi obiskoval tudi Anton Martin Slomšek, nato pa šolanje nadaljeval na celjski glavni šoli. Med leti 1828 in 1832 je trivialko na Ponikvi obiskoval tudi Blaž Kocen.
Novo šolsko poslopje s štirimi velikimi razredi so zgradili 1898. leta na Gmajni. Mešana ljudska šola se je imenovala – tako kot mnoge šole po Štajerskem – “Jubilejna ljudska šola Franca Jožefa I.”. Tako je postala štirirazrednica in leta 1921 je prerasla v šestrazrednico. Poleg moških učiteljev sta ves čas svojega učiteljevanja učili prvi učiteljici. Marija Kregar (40 let) in Fani Vošnjak (36 let).
Med obema vojnama je bil šolski upravitelj rojak iz Primorske Franjo Bole, ki je s svojo družino, nečakom Brankom Boličem in učiteljem Primorcem Ljudevitom Komarjem na široko odprl šolo za kmetijski pouk, kulturno prosvetno delo, Telovadno društvo Sokol, Društvo kmečkih fantov in deklet (DKFiD), tamburaški zbor, in leta 1932 iniciral izgradnjo vodovoda. Ljudevit Komar je zaslužen za otvoritev železniške postaje Lipoglav, ki se je v 70. letih preteklega stoletja preimenovala v postajališče Dolga Gora. Novembra 1937 je upravljanje šole prevzel Jože Kincl, ki je bil 7. julija 1942 kot talec ustreljen v celjskem Starem piskru. Po nemški zasedbi je Ponikvo vodil nemški župan Albert Prohaska. V šolo so prišli nemški učitelji. Med 2. svetovno vojno so Nemci leta 1941 uničili dragoceno šolsko knjižnico Blaža Kocena.
Po 2. svetovni vojni so učenci iz 6. razrednice šli po 4. razredu v Poljčane ali Šentjur, če so nameravali nadaljevati študij. Leta 1961 je postala OŠ popolna osemletka z razrednim in predmetnim poukom. Šolski okoliš “16 vasi” se je razširil s pripojitvijo Dolge gore, tako da je bilo več paralelk v posameznih razredih. Največje število otrok je bilo 332, danes jih je samo še okoli 250. Leta 1974, 20. junija, je potres šolo poškodoval in namesto nje je bila s sredstvi ljubljanskih občin v enem letu zgrajena moderna nova šola, poimenovano po kartografu Blažu Kocenu.
Po tridesetih letih je novem tisočletju prostorska stiska  narekovala izgradnjo nove šole, ki je pričela delovati v šolskem letu 2007.

## Kulturne in naravne znamenitosti
- Župnijska cerkev Sv. Martina
- Podružnična cerkev Sv. Ožbolta (Uniše)
- Rastišče velikonočnice
- Dvojni drevored divjih kostanjev
- Spomenik NOB
- Spomenisko obeležje osamosvojitve
- Rojstna hiša Antona Martina Slomška (Uniše)

## Znane osebnosti povezane s Ponikvo
- blaženi Anton Martin Slomšek - mariborski škof, pisatelj in pesnik
- Blaž Kocen - slovenski duhovnik, geograf, kartograf, pedagog
- Mihael Zagajšek - Jurij Zelenko - duhovnik, slovničar in leksikograf
- Davorin Trstenjak - duhovnik, pedagog, pisatelj iz zgodovinar
- dr. Stanko Buser - geolog in geološki kartograf, profesor, politik in diplomat
- Štefka Drolc - gledališka in filmska igralka, pedagoginja
- Tine Lah - ekonomist, univerzitetni profesor, soust. VEKŠ
- Marjan Pavšer - gozdarski strokovnjak